# Claude Meisch

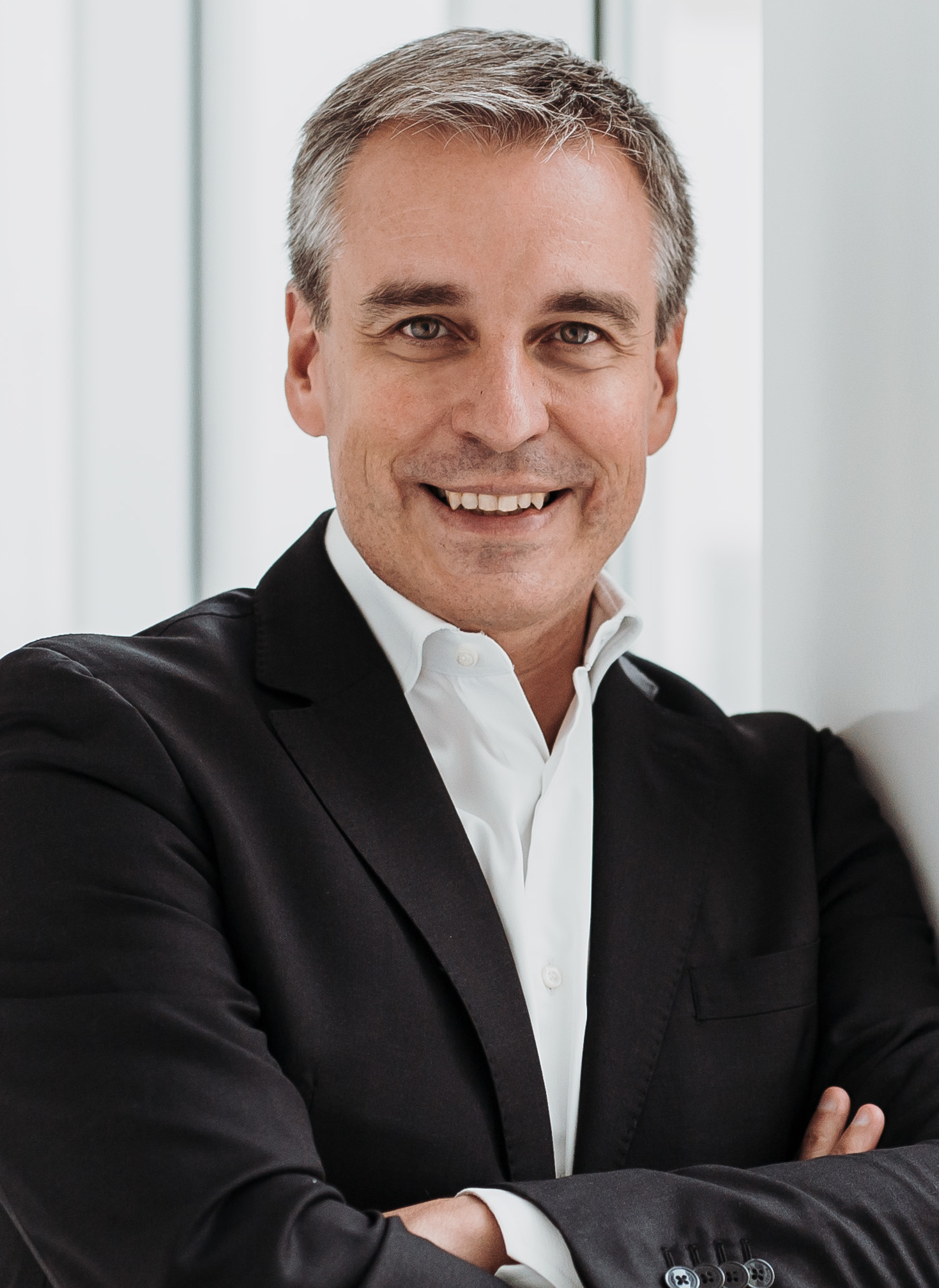
Claude Meisch

Claude Meisch (ur. 27 listopada 1971 w Pétange) – luksemburski polityk i samorządowiec, deputowany i minister, od 2004 do 2013 przewodniczący Partii Demokratycznej.

## Życiorys
Kształcił się w Niemczech na Uniwersytecie w Trewirze. Pracował następnie w prywatnym banku. Od 1995 do 2000 pełnił funkcję pierwszego wiceprzewodniczącego organizacji młodzieżowej demokratów.
W 1999 kandydował z południowego okręgu wyborczego do Izby Deputowanych. Wśród kandydatów DP, której przypadły cztery mandaty, odnotował szósty wynik. Claude Meisch uzyskał jednak mandat poselski po tym, gdy z zasiadania w parlamencie zrezygnowało dwóch posłów powołanych w skład rządu. W tym samym roku został radnym gminy Differdange, a w 2002 objął stanowisko burmistrza, pełnił tę funkcję do 2013.
W 2004, 2009, 2013, 2018 i 2023 z powodzeniem ubiegał się o reelekcję w wyborach krajowych.
W październiku 2004 stanął na czele Partii Demokratycznej, zastępując Lydie Polfer, która zrezygnowała w związku ze słabym wynikiem wyborczym ugrupowania. W styczniu 2013 jego miejsce zajął Xavier Bettel. 4 grudnia 2013 objął urzędy ministra edukacji narodowej, dzieci i młodzieży oraz ministra szkolnictwa wyższego i badań naukowych w nowo powołanym rządzie z liderem DP na czele. Pozostał na tych stanowiskach również w utworzonym 5 grudnia 2018 drugim gabinecie dotychczasowego premiera. 17 listopada 2023 został ministrem edukacji narodowej, dzieci i młodzieży oraz ministrem mieszkalnictwa i planowania regionalnego w rządzie Luca Friedena.